# Мисаки (Окаяма)
Мисаки (яп. 美咲町 Мисаки-тё:) — посёлок в Японии, находящийся в уезде Куме префектуры Окаяма. Площадь посёлка составляет 232,15 км², население — 14 864 человека (1 августа 2014), плотность населения — 64,03 чел./км².

## Географическое положение
Посёлок расположен на острове Хонсю в префектуре Окаяма региона Тюгоку. С ним граничат города Окаяма, Цуяма, Акаива, Мимасака, Манива и посёлки Куменан, Сёо, Кибитюо, Ваке.

## Население
Население посёлка составляет 14 864 человека (1 августа 2014), а плотность — 64,03 чел./км². Изменение численности населения с 1980 по 2005 годы:
| 1980 | 20 029 чел. |  |
| 1985 | 19 716 чел. |  |
| 1990 | 18 972 чел. |  |
| 1995 | 18 254 чел. |  |
| 2000 | 17 562 чел. |  |
| 2005 | 16 577 чел. |  |

## Символика
Деревом посёлка считается сакура, цветком — Rhododendron indicum.